# Geste (revue)
Pour les articles homonymes, voir Geste (homonymie).
Geste était une revue française qui a exploré la richesse, l’inventivité et l’engagement du geste. Elle a compté 8 numéros, publiés de 2005 à 2012.
Le Comité de rédaction était formé de Damien Baldin, Jonathan Châtel, Lambert Dousson, Émilie Giaime, Marie Goupy, Paulin Ismard, Aurélie de Lanlay, Nicolas Millet, Amandine Mussou, Sylvain Prudhomme, Jean-François Puff, Pierre-Étienne Schmit, Sarah Troche, et Lisa Vapné.
Ont contribué à la revue : notamment Giuseppe Penone (n°1), Alain Passard, Jean-Michel Espitallier, Georges Didi-Huberman, Étienne Balibar, Michel Deguy (n°2), Jacques Bonnaffé, Daniel Cordier, Pierre Hermé, Vinko Globokar, Walid Raad, Nicolas Klotz, Didier Fassin (n°3), Alexandre Tharaud, Barbara Cassin, Jacques Darras, Frédéric Durieux, Peter Szendy, Hubert Lucot (n°4), Danièle Lochak, Chris Younès, Lydia Coudroy de Lille, Jacques Jouet, Cécile Mainardi, Nicolas Bouyssi, Olivia Rosenthal, Didier Garcia, Nathalie Quintane, Arno Bertina, Thomas Gunzig, Philippe Vasset, Guénaël Boutouillet, Pierre Pachet, David Schalliol, Nicolas Frize, Catherine Perret, Pierre Pinoncelli, Geneviève Fraisse, Eric Fassin (n°5)
Le premier numéro est paru en avril 2005, et le huitième et dernier en octobre 2012.

## Numéros parus
- N°1 - printemps 2005

Rencontre : Giuseppe Penone ; Dossier : Improviser ; Regards croisés sur Peer Gynt d’Henrik Ibsen.
- N° 2 - automne 2005

Rencontre : Alain Passard  ; Dossier : Assembler ; Regards croisés sur Big Bang au Centre Pompidou.
- N°3 - automne 2006

Rencontre : Jacques Bonnaffé ; Dossier : Témoigner ; Violences/Précarités.
- N°4 - automne 2007

Rencontre : Alexandre Tharaud ; Dossier : Traduire ; Politiques de la représentation.
- N°5 - automne 2008

Rencontre : Danièle Lochak ; Dossier : Habiter ; Sexe(s), genre, politique.